# Joseph Fossion
Joseph Désiré Guillaume Fossion (Andenne, 12 juli 1863 - 20 december 1909) was een Belgisch volksvertegenwoordiger.

## Levensloop
Fossion was de voorman van de socialisten in Andenne. Hij werd er gemeenteraadslid in 1895. Samen met de Namenaar Gustave Defnet stichtte hij de coöperatieve bakkerij L'Avenir op.
In 1904 volgde hij de overleden Gustave Defnet op als BWP-volksvertegenwoordiger en vervulde dit mandaat tot aan zijn dood.